# Stella Ndabeni-Abrahams
Stella Tembisa Ndabeni-Abrahams, née le 30 juin 1978 à Mthatha au Transkei, est une femme politique sud-africaine, membre du Congrès national africain (ANC). Depuis 2021, elle est ministre du Développement des petites entreprises dans le gouvernement de Cyril Ramaphosa.
Elle est membre du parlement depuis 2009 et ministre des Communications de 2018 à 2019.
Elle a également exercé les fonctions de vice-ministre des Communications du 23 octobre 2011 au 31 mars 2017 et de vice-ministre des Télécommunications et des Postes du 31 mars 2017 au 22 novembre 2018.

## Biographie
Thembisile Stella Ndabeni est née dans le village de Sakhela près de l'actuelle Mthatha. Ainée de six enfants, elle a effectué ses études secondaires au lycée du Sacré-Cœur de Umtata. Titulaire d'un certificat supérieur en gestion de projet de l'Université Rhodes et d'un diplôme en communication de l'université du Witwatersrand, elle a trois enfants et est mariée depuis 2012 à Thato Abrahams. 
Thembisile Stella Ndabeni adhère en 1990, à l'âge de onze ans, à la ligue de jeunesse de l'ANC de la région de Umtata East. Elle fait sa carrière professionnelle au sein des organisations politiques de l'ANC du Cap-Oriental et en 2009, est élue au parlement sur la liste de l'ANC et devient membre des comités parlementaires chargés notamment des Communications, de la Défense et du renseignement. 
Vice-ministre des Communications de 2011 à 2017 dans le premier et second gouvernement Zuma, puis vice-ministre des Télécommunications et des Postes (2017-2018) dans le second gouvernement Zuma, elle est devenue ministre des communications, des télécommunications et des postes au cours du premier gouvernement Ramaphosa, période durant laquelle elle a piloté l'unification du département des Communications avec celui des Télécommunications et des Postes. Elle est alors la benjamine du gouvernement. Depuis le 30 mai 2019, elle est ministre des Communications au sein du gouvernement de Cyril Ramaphosa.